# Rossini (Schiff)
Die Rossini ist ein ehemaliges Flusskreuzfahrtschiff, das 1983 als Donauprinzessin von der Flensburger Schiffbau-Gesellschaft (FSG) gebaut wurde. Das Schiff wurde für Flusskreuzfahrten auf der Donau eingesetzt.

## Donauprinzessin
Das für 36 Millionen D-Mark fertiggestellte Schiff wurde im Februar 1984 über 19 Tage hinweg mit einem Schifftransporter über Nordsee und Mittelmeer nach Sulina am Schwarzen Meer gebracht. Die Schiffstaufe fand am 25. März 1984 in Passau statt. Es war das erste nichtosteuropäische Flusskreuzfahrtschiff auf der Donau. Bis November 2006 gehörte es zur Reederei Peter Deilmann. Unter deutscher Flagge fahrend wurden jeweils bis zu 215 Passagiere von Passau aus zu den Sehenswürdigkeiten der Donau, mit Halten insbesondere in Dürnstein, Budapest, Bratislava und Wien gefahren, um nach einer Fahrtdauer von einer Woche wieder nach Passau zurückzukehren.
Populär wurde das Schiff in den 1990er Jahren durch die ZDF-Serie Donauprinzessin, durch die Flusskreuzfahrten bekannt wurden. Außerdem wurde ihr die Ehre zu Teil, in der Folge Der blinde Passagier aus der ZDF-Kultserie Unser Charly, die Hochzeitsreise von Max Henning Ralf Lindermann und Michaela Martin Karin Kienzer bis   Krems an der Donau zu leiten.

## Rossini
Im November 2006 wurde die Donauprinzessin von Deilmann an die Reederei Favorit Reisen in Heilbronn verkauft und in Rossini umbenannt. Ende der Saison 2022 wurde es durch die Reederei außer Dienst gestellt. Als "schwimmendes Hotel" bot sie Donaukreuzfahrten ab Passau auf der klassischen Strecke bis Budapest und zurück an. Zusätzlich wurden ab Passau auch 12-Tage-Kreuzfahrten bis zum Eisernen Tor und zurück sowie 17-Tage-Törns bis ins Biosphärenreservat Donaudelta und zurück veranstaltet. Landausflüge waren bei allen Passagen im Reisepreis inklusive.
Alle Kreuzfahrten wurden von einem deutschen Arzt begleitet. Seit dem Jahr 2013 verfügte das Schiff über einen Passagieraufzug, der die Kabinendecks mit dem Restaurant- und Panoramabardeck verband. Weitere Freizeitmöglichkeiten an Bord waren ein auf 33 Grad beheizter Pool auf dem Sonnendeck ferner die Bord-Bibliothek auf dem Restaurant-Deck und ein Raum mit Fitnessgeräten.
Von 2014 bis 2022 wurden auf dem Schiff für Bordgäste 7-Gang-Leih-Fahrräder für individuelle Ausflüge während der Liegezeiten angeboten.
Seit Februar 2023 ankert die Rossini als Flüchtlingsunterkunft vor Bach an der Donau und beherbergt etwa 180 Menschen.